# Dulce Neves
Dulce Neves (Mansoa, Guiné-Bissau, 28 de janeiro de 1960) é uma cantora bissau-guineense que iniciou a carreira após a independência do país. Foi considerada "Músico do Ano" de 2016 na Guiné-Bissau, e é Embaixadora da Música Moderna Bissau-Guineense desde 2000.

## Biografia
Dulce Neves nasceu em 1960, em uma família de músicos e iniciou sua carreira profissional no canto aos 16 anos, após a independência de Guiné-Bissau (1973), integrando um grupo musical que mesclava música tina, gumbe, afro-zouk e afro-pop: o Super Mama Djombo.
Ela cursou o ensino primário em Bubaque e o ensino médio no Liceu Nacional Kwame N'krumah, em Bissau. Em 1976, ela estudou secretariado, tendo trabalhado por dez anos no Banco Nacional da Guiné-Bissau, enquanto também cantava. Iniciou sua carreira solo em 1980, quando decidiu dedicar-se somente à música.
Dulce Neves fez carreira na Guiné-Bissau, enquanto seu pai e seus irmãos vivem em Lisboa, Portugal.

## Álbuns
- 2016 - Udjus di Mininus, que rendeu-lhe o prêmio de "Melhor Artista do Ano de 2016"[1]
- 2007 - Mundu Rabida, que recebeu disco de ouro.[1]
- 2001 - Balur di Mindjer[1]
- 1996 - Nha Destino[1]

## Reconhecimentos
- 2016 - "Músico do Ano"[2][5][3]
- 2007 - "Disco de Ouro" por "Mundu Rabida"[1][3]
- 2000 - Embaixadora da Música Moderna Bissau-Guineense, pelo presidente Kumba Yalá[1][5]
- 1985 - “Prix du President du Mali”[1][3]
- 1984 - RFI “Prix Calão”[1][3]
- Um programa de rádio recebeu o nome de uma de suas canções: “Tchintchor na Ronda”. Tchintchor é um pássaro que canta anunciando a chuva[6]